# 谷口源太郎
谷口 源太郎（たにぐち げんたろう、1938年 - 2024年6月22日）は、日本のスポーツ評論家。

## 来歴
鳥取県鳥取市出身。早稲田大学中退後、講談社、文藝春秋の雑誌記者を経て、フリーとして活動する。
1998年2月に開催された長野オリンピックでは、競技コース開発による自然破壊（1998年長野オリンピックの滑降競技場設営問題を参照）を理由に招致に反対した。また、東京都や福岡市が2016年の開催地に立候補したオリンピック招致運動（2020年東京オリンピック）にも一貫して反対している。
2008年8月の北京オリンピックで日本代表を応援する日本人を「偏狭ナショナリズム」とし、原爆詩人の作品を引用して「星野ジャパン」や「日の丸」の露出度を過去の侵略戦争に無反省なあり方・態度として問題視した。これに対して、同じスポーツ・ジャーナリストである二宮清純は、日本側を批判するのに中国側のナショナリズムを批判しない意見は公平性を欠いていると読者に受け止められたと指摘した。
後日、ジャーナリストの西村幸祐からも、『スポーツジャーナリストを称する人間が「政治をスポーツに優先させろ」という主旨の主張は、スポーツを愛する者として、どうしても看過することができない』と反論を受けている。
「九条の会」傘下の「マスコミ九条の会」呼びかけ人を務めている。
2024年6月22日、神奈川県川崎市の自邸にて特発性肺線維症のために死去。86歳没。

## 著書
- スポーツを殺すもの（花伝社）
- 日の丸とオリンピック（文藝春秋）
- 冠スポーツの内幕 スポーツイベントを狙え (日本経済新聞社)
- 堤義明とオリンピック 野望の軌跡（三一書房）
- スポーツの真実 迷走するスポーツ界の影と光（三一書房）
- 巨人帝国崩壊（花伝社）